# 四川省成都市大弯中学校
四川省成都市大弯中学校位于中华人民共和国四川省成都市青白江区，是一所国家级示范中学，始建于1957年，2001年7月成为四川省第一批“国家级示范性普通高中”。目前学校占地182亩，建筑面积约4万平方米，共有师生4000余人。

## 历史
成都市大弯中学是由四川省金堂第三初级中学发展而来的，四川省金堂第三初级中学建立中国发展国民经济的第一个五年计划。始建于1957年，坐落在四川化工厂生活区。于当年9月已基本竣工。遵照温江专署教育行政部门的规定，金堂三中于1957年9月27日正式开学，建校之初的教职工不到30人。

## 办学规模
目前有学生4000余人，专任教师233人。学校占地约182亩，建筑面积约4万平方米，学校分为教学区、生活区、运动区三个部分。教学区包括初中教学大楼，科艺楼，高中教学楼和行政办公楼，生活区有可容纳1200余人的学生公寓和食堂；运动区包括一个标准田径场、篮球场、排球场、网球场和游泳池等。